# Elizabeth Elliott
Pour les articles homonymes, voir Elliott.
Elizabeth Elliott (née Linda Elliott à Fort Worth, au Texas), de son vrai nom Linda Crippes, est une auteure américaine de romance. Tous ses roman d'amour sont publiés par Bantam Books, maintenant propriété de Random House.

## Biographie
En plus d'écrire, elle a occupé divers postes de direction dans des entreprises Fortune 500 et a travaillé comme consultante en gestion pour diverses petites entreprises, spécialisées dans les technologies de l'information. Elle vit dans le Minnesota avec son mari. Elle est récipiendaire du RITA Award.

## Publications
- Le Seigneur de guerre (1995)[2]
- Scélérat (1996)[2]
- Fiancé (1996)[2]
- Quand tu veux (1997, anthologie)[2]
- Le Chevalier noir (2012)[2]

### Co-auteur
- (en) Robert O'Driscoll, Atlantis Again - L'histoire d'une famille, 1993 (ISBN 978-0969630616).
- (en) Robert O'Driscoll, New World Order, Corruption au Canada, Toronto, Saigon Press, 1994

## Distinctions
- 1993 : Romance Writers of America Golden Heart Award[3],[4]
- 1996 : RITA Award dans la catégorie du meilleur premier livre pour The Warlord[5]